# Tito (football, 24-05-1985)
Pour les articles homonymes, voir Tito (homonymie).
Alberto Ortiz Moreno, dit Tito, né le 24 mai 1985 à Santa Coloma de Gramenet, est un footballeur espagnol. Il est milieu de terrain au Sandefjord Fotball.

## Palmarès
- Vice-champion de Pologne en 2009 avec le Legia Varsovie.